# Campionatul Mondial de Scrimă din 1977
Campionatul Mondial de Scrimă din 1977 s-a desfășurat în perioada 14–24 iulie la Buenos Aires în Argentina.

## Rezultate

### Masculin
| Probă                 | Aur                                                                                | Argint                                                                                          | Bronz                                                                                |
| Spadă la individual   | Johan Harmenberg (SWE)                                                             | Rolf Edling (SWE)                                                                               | Patrice Gaille (SUI)                                                                 |
| Spadă pe echipe       | Suedia Johan Harmenberg Rolf Edling Leif Högström Hans Jacobson                    | Elveția Daniel Giger Patrice Gaille Christian Kauter François Suchanecki                        | Uniunea Sovietică Boris Lukomsky Așot Karagyan Leonid Dunaev Aleksandr Abușahmetov   |
| Floretă la individual | Aleksandr Romankov (URS)                                                           | Harald Hein (FRG)                                                                               | Carlo Montano (ITA) · Franck Boidin (FRA)                                            |
| Floretă pe echipe     | RFG Harald Hein Matthias Behr Thomas Bach Klaus Reichert                           | Italia Andrea Borella Fabio Dal Zotto Giovanni Battista Coletti Carlo Montano Attilio Calatroni | Uniunea Sovietică Aleksandr Romankov Vladimir Smirnov Sabirjan Ruziyev Sergei Isakov |
| Sabie la individual   | Pál Gerevich (HUN)                                                                 | Vladimir Nazlîmov (URS)                                                                         | Angelo Arcidiacono (ITA)                                                             |
| Sabie pe echipe       | Uniunea Sovietică Mihail Burțev Vladimir Nazlymov Aleksandr Nikișin Viktor Bajenov | România · Dan Irimiciuc · Cornel Marin · Ioan Pop · Alexandru Nilca · Marin Mustață             | Ungaria · Imre Gedővári · Pál Gerevich · Ferenc Hammang · Tamás Kovács               |

### Feminin
| Probă                 | Aur                                                                                       | Argint                                                             | Bronz                                                                                          |
| Floretă la individual | Valentina Sidorova (URS)                                                                  | Elena Belova (URS)                                                 | Ildikó Schwarczenberger (HUN)                                                                  |
| Floretă pe echipe     | Uniunea Sovietică Olga Knyazeva Valentina Sidorova Nailea Gileazova Elena Novikova-Belova | RFG Karin Rutz Ute Kircheis-Wessel Brigitte Örtel Cornelia Hanisch | România · Ecaterina Stahl-Iencic · Suzana Ardeleanu · Magdalena Bartoș · Marcela Moldovan-Zsak |

## Clasament pe medalii
| Loc | Țară              | Aur | Argint | Bronz | Total |
| --- | ----------------- | --- | ------ | ----- | ----- |
| 1   | Uniunea Sovietică | 4   | 2      | 2     | 8     |
| 2   | Suedia            | 2   | 1      | 0     | 3     |
| 3   | RFG               | 1   | 2      | 0     | 3     |
| 4   | Ungaria           | 1   | 0      | 2     | 3     |
| 5   | Italia            | 0   | 1      | 2     | 3     |
| 6   | România           | 0   | 1      | 1     | 2     |
| 6   | Elveția           | 0   | 1      | 1     | 2     |